# Pantazidis
Pantazidis (griechisch Πανταζίδης) war ein griechischer Sportschütze, der an den Olympischen Sommerspielen 1896 teilnahm. Er trat zum Schießen mit dem Dienstgewehr an. Seine genauen Ergebnisse und seine Platzierung sind unbekannt, er kam jedoch nicht unter die besten fünf.